# 四季 (ヴィヴァルディ)
「四季」（イタリア語: Le quattro stagioni、英語: The Four Seasons）は、アントニオ・ヴィヴァルディのヴァイオリン協奏曲集『和声と創意の試み』(Il cimento dell'armonia e dell'inventione) 作品8のうち、 第1から第4曲の「春」「夏」「秋」「冬」の総称。ヴィヴァルディ自身は作品8の献辞以外でこれら4曲を「四季」と称したことはない。各曲はそれぞれ3つの楽章から成り立っており、各楽章にはソネットが付されている。これらのソネットの作者は不明であるが、ヴィヴァルディ自身の作という説もある。

## 楽譜

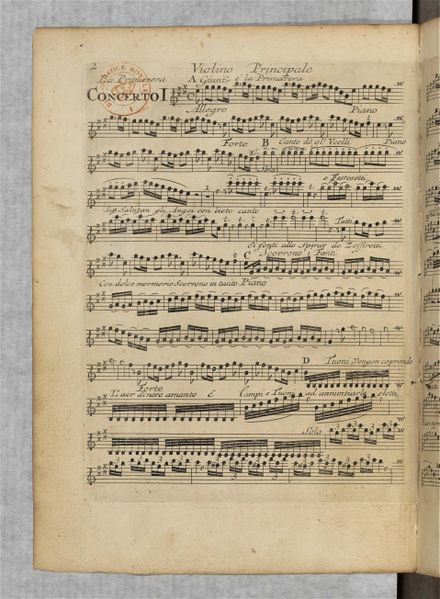
『和声と創意の試み』の初版の最初のページ。第1番「春」のヴァイオリン独奏パート、ソネット付。

1725年、アムステルダムのル・セーヌ（Michel-Charles Le Cène）による初版パート譜のほか、〔雷〕音型が第2ヴァイオリンにも入るなど記譜と指示に初版との差異がみられる筆写パート譜をマンチェスター公共図書館が所蔵している。ナイジェル・ケネディ、ジャニーヌ・ヤンセン、ファビオ・ビオンディは実演／録音両面でマンチェスター稿を好んで採り上げ、クリストファー・ホグウッドもこの筆写譜の特徴を2000年のベーレンライター社版校訂の際、率先して採用した。

## 楽器編成
- 独奏ヴァイオリン
- 第1，2ヴァイオリン
- ヴィオラ
- 通奏低音（オルガン、チェロ）
  - 通奏低音のオルガンは一般的にポジティフ・オルガン（小型のパイプオルガン）を指すが、ヴィヴァルディの時代にはチェンバロを含む鍵盤楽器全般を指した[2]。したがって、『秋』の第二楽章の通奏低音のパートに"Il cembalo arpeggio"（チェンバロはアルペッジョで）という指示が書き込まれているのも不思議ではない。

## 構成楽曲および楽曲ごとの構成・ソネットの要約
「四季」は、以下に示す4つの楽曲から構成されている。構成4楽曲全てを通しで演奏する場合の演奏時間は約40分。

### 協奏曲第1番ホ長調 RV 269「春」（La Primavera）
第1楽章　アレグロ
春がやってきた。小鳥は喜び囀りながら祝っている。小川がせせらぎ、風が優しく撫でる。春を告げる雷が轟音を立て黒い雲が空を覆う、そして嵐は去り小鳥は甲高い声で歌う。
鳥の声をソロヴァイオリンが高らかにそして華やかにうたいあげている。
第2楽章　ラルゴ
草原に花は咲き乱れ、空に伸びた枝に茂った葉はガサガサと音を立てる。羊飼いは眠り、忠実な猟犬は私のそばにいる。
弦楽器の静かな旋律にソロヴァイオリンがのどかなメロディを奏でる。ヴィオラの低い音が吠える犬を表現している。
第3楽章　アレグロ
陽気なバグパイプにニンフと羊飼いが明るい春の空の下で踊る。
舞い踊る空の上には夏の匂いがたなびき始めていた。

### 協奏曲第2番ト短調 RV 315「夏」（L'Estate）
第1楽章　アレグロ・ノン・モルト - アレグロ
かんかんと照りつける太陽の絶え間ない暑さで人と羊の群れはぐったりとしている。松の木も燃えるように熱い。カッコウの声が聞こえる。そしてキジバトの囀りが聞こえる。北風がそよ風を突然脇へ追い払う。やって来る嵐が怖くて慄く。
ヴァイオリンの一瞬一瞬の“間”に続いての絶え間ない音の連続が荒れる嵐を表現している。
第2楽章　アダージョ
稲妻と雷鳴の轟きで眠るどころではない、ブヨやハエが周りにすさまじくブンブン音を立てる。
それは甲高い音でソロヴァイオリンによって奏でられる。
第3楽章　プレスト（夏の嵐）
嗚呼、彼の心配は現実となってしまった。上空の雷鳴と雹（ひょう）が誇らしげに伸びている穀物を打ち倒した。

### 協奏曲第3番ヘ長調 RV 293「秋」（L'Autunno）
第1楽章　アレグロ（小作農のダンスと歌）
夏の季節が終わり、嵐の心配もなくなった。
小作農たちが収穫が無事に終わり大騒ぎ。ブドウ酒が惜しげなく注がれる。彼らは、ほっとして眠りに落ちる。
第2楽章　アダージョ・モルト（よっぱらいの居眠り）
大騒ぎは次第に鎮まり、酒はすべての者を無意識のうちに眠りに誘う。
チェンバロのアルペジオに支えられてソロヴァイオリンは眠くなるような長い音を弾く。
第3楽章　アレグロ（狩り）
夜明けに、狩猟者が狩猟の準備のためにホルンを携え、犬を従える。獲物は彼らが追跡している間逃げる。やがて捕まった獲物は傷つき犬と奮闘して息絶える。

### 協奏曲第4番ヘ短調 RV 297「冬」（L'Inverno）
第1楽章　アレグロ・ノン・モルト
寒さの中で身震いしている。足の冷たさを振り解くために歩き回る。辛さから歯が鳴る。
ソロヴァイオリンの重音で身震いを表現している。
第2楽章　ラルゴ
外は大雨が降っている、中で暖炉で満足そうに休息。
ゆっくりしたテンポで平和な時間が流れる。
第3楽章　アレグロ
私たちはゆっくりと用心深く、つまづいて倒れないようにして氷の上を歩く。しかし突然、滑って氷に叩きつけられた。氷が裂けて割れ、頑丈なドアから出ると外はシロッコと北風がビュービューと吹いていく。今はそんな冬だがもう吹く風には春の匂いが漂い始めていた。

## 参考：作品番号8の5から12までの作品
- 協奏曲第5番 変ホ長調 RV 253「海の嵐」
- 協奏曲第6番 ハ長調 RV 180「喜び」
- 協奏曲第7番 ニ短調 RV 242『ピゼンデル氏のために』
- 協奏曲第8番 ト短調 RV 332
- 協奏曲第9番 ニ短調 RV 454
- 協奏曲第10番 変ロ長調 RV 362「狩り」
- 協奏曲第11番 ニ長調 RV 210
- 協奏曲第12番 ハ長調 RV 449

## 関連作品
- 作者本人による転用
  - 『そよ風のささやきに』(Dell 'aura al sussurrar) - 歌劇『嵐の中のドリッラ(RV 709)』内の合唱曲。｢春｣第1楽章の旋律を一部転用し、歌詞も春について歌われている。
  - 歌劇『ジュスティーノ(RV 717)』 (Giustino (Vivaldi)) のシンフォニアで「春」の冒頭の旋律を転用している[4]。
  - 『すべての血管で凍えるような血が』(Gelido in ogni vena) - 歌劇『ペルシャ王シロエ (RV 735)』、『ファルナーチェ (RV 711)』 (Farnace) 、『アルジッポ (RV 697)』 (Argippo) 中のアリア。冒頭の進行が「冬」の出だしと共通する[5]。
- ミシェル・コレット：『主をほめたたえよ』(Laudate Dominum) - 春の音楽素材を借用して詩篇第148番の詞をつけた声楽作品。1768年。3人の独唱者と合唱と器楽からなる。
- 海野洋司作詞、石川皓也編曲、北原ミレイ歌：『白い道』 - 「冬」第二楽章を編曲した楽曲。NHKの歌番組みんなのうたで放送された。
- フィリップ・グラス：ヴァイオリン協奏曲 第2番『アメリカの四季』 (Violin Concerto No. 2 (Glass))  （2009年初演）- ヴィヴァルディ『四季』の関連作品として作曲された[6]。
- マックス・リヒター：リヒターによって再構成された『四季』 (Recomposed by Max Richter: Vivaldi – The Four Seasons) （2012年初演）[7]。